# Liste der Naturdenkmale in Altenahr
Die Liste der Naturdenkmale in Altenahr nennt die im Gemeindegebiet von Altenahr ausgewiesenen Naturdenkmale (Stand 14. Februar 2024).

## Naturdenkmale
| Nr.         | Bezeichnung      | Lage                                           | Beschreibung                                                                             | Bild                                    |
| ----------- | ---------------- | ---------------------------------------------- | ---------------------------------------------------------------------------------------- | --------------------------------------- |
| ND-7131-389 | Cloos’sche Falte | Altenburg, Kreuzberger Straße, bei Nr. 10 Lage | auch Cloosfalte; geologischer Aufschluss, Faltensattel in den mittleren Siegen-Schichten | Direkt Bild zu diesem Denkmal hochladen |

## Ehemalige Naturdenkmale
| Nr.         | Bezeichnung                       | Lage                                     | Beschreibung                                                                                                 | Bild                                    |
| ----------- | --------------------------------- | ---------------------------------------- | --- | --------------------------------------- |
| ND-7131-391 | Friedenseiche                     | Altenahr, Brückenstraße, bei Nr. 21 Lage | Quercus sp.; Rechtsverordnung aufgehoben                                                                     | Direkt Bild zu diesem Denkmal hochladen |
|             | Buchsbaumstammform im Schulgarten | Altenahr                                 | Buxus sempervirens; Rechtsverordnung aufgehoben                                                              | Direkt Bild zu diesem Denkmal hochladen |
|             | Uhuhorst beim Engelsley           | Altenahr Lage                            | Nest von Bubo bubo; Rechtsverordnung aufgehoben, heute im Naturschutzgebiet Ahrschleife bei Altenahr gelegen | Direkt Bild zu diesem Denkmal hochladen |